# Codonopsis hongii
Codonopsis hongii är en klockväxtart som beskrevs av Thomas G. Lammers. Codonopsis hongii ingår i släktet Codonopsis, och familjen klockväxter. Inga underarter finns listade i Catalogue of Life.